# Sumatraplantsoen
Het Sumatraplantsoen  is een straat en plantsoen annex plein in de Indische Buurt in Amsterdam-Oost. Het zou na het Museumplein het grootste plein in Amsterdam zijn.

## Geschiedenis en ligging
Het Sumatraplantsoen in de zuidoosthoek van de wijk kreeg op 22 april 1925 haar naam en werd vernoemd naar de Sumatrastraat (naam sinds 1900) en daarmee indirect naar het Indische eiland Sumatra. Het plantsoen ontstond bij de verlenging van de Sumatrastraat naar het oosten toe. Straat en plein werden in verschillende perioden aangelegd op wat daarvoor nog agrarisch gebied was tot 1896 behorend tot gemeente Diemen.  
Het plantsoen werd door de jaren heen steeds aangepast aan de nieuwe wensen etc.
In juli 2019 besloot burgemeester Femke Halsema om toezichtscamera's te installeren om overlast en crimineel gedrag door hangjongeren tegen te gaan. Er is sprake van een toename van straatroven en drugshandel. Bewoners worden bespuugd en nageroepen en voorbijgangers worden bekogeld met eieren en waterballonnen. In 2018 vonden er twee schietincidenten plaats op en rond het Sumatraplantsoen.
In 2019 begon de gemeente Amsterdam een project om het Sumatraplantsoen op te knappen. De langdurige opknapbeurt liep van 2021 uit tot 2024.

## Gebouwen
Vanaf het midden van de jaren twintig werd er rondom het plantsoen flink gebouwd. Het was de tijd van de Amsterdamse School met onder andere werk van Arend Jan Westerman, Jo van der Mey, Zeeger Gulden  en Melle Geldmaker. Ook stond er op Sumatraplantsoen 9-11 een schoolgebouw van de Dienst der Publieke Werken. Van dat werk is bijna niets meer terug te vinden. Bijna alle oorspronkelijke bebouwing is hier in fases gesloopt en vervangen door nieuwbouw, de eerder genoemde zuidelijke gevelwand als laatste.

### Sumatraplantsoen 214-314
Aan de zuidrand stond tot 2016 nog originele bebouwing in de bouwstijl van de Amsterdamse School. Bij een onderzoek naar dat bouwblok, dat doorloopt naar de Valentijnkade (langs Ringvaart Watergraafsmeer), bleek dat men name het deel aan het plantsoen niet meer geschikt voor renovatie; het deel aan de kade kon wel worden gerenoveerd. Het totale bouwblok werd onderhanden genomen door Kampman Architecten, die voor de nieuwbouw Huub van Heesewijk inschakelde. Deze liet zich voor 50 appartementen en bedrijfsruimten inspireren door de Amsterdamse School. Het complex werd in 2016 en 2017 opgetrokken in roodbruin baksteen met accenten van grijs natuursteen, zoals die bouwstijl ook hanteerden. Verder zijn er ronde gevelelementen zien en verspringende metselverbanden. Wat de oorspronkelijke bouwstijl soms ook met zich meebracht waren artistieke beeldhouwwerken. Dat gold niet voor de oude bebouwing maar van Heesewijk verwerkte dat wel in de nieuwbouw. Over een gedeelte van de gevel zijn in een strook boven de begane grond reliëfs geplaatst, die verwijzen naar Nederlands-Indië. De toegang tot de onderliggende parkeergarage is opgeluisterd door geperforeerde wajangpoppen, een interessegebied van de architect. De bouwstijl is tevens de herkennen in de symmetrieas (midden in het complex) van het plantsoen.  Aansluitend werd het stuk Sumatraplantsoen, de Sumatrastraat en de Kramatweg aangepast; ook daar werd gebouwd in de bouwstijl Amsterdamse School. In 2022 werd dat laatste blok met van 50 koopwoningen, 51 vrijesectorhuurwoningen en 21 sociale huurwoningen opgeleverd.

## Kunst
Behalve genoemde reliëfs en deuren is er een lichtobject van Helly Östreicher te zien, dat in de volksmond de Omgekeerde spijkerbroek wordt genoemd. Vanaf 2007 was er een betonnen buurttafel ontworpen door Carmela Bogman te vinden.

## Afbeeldingen

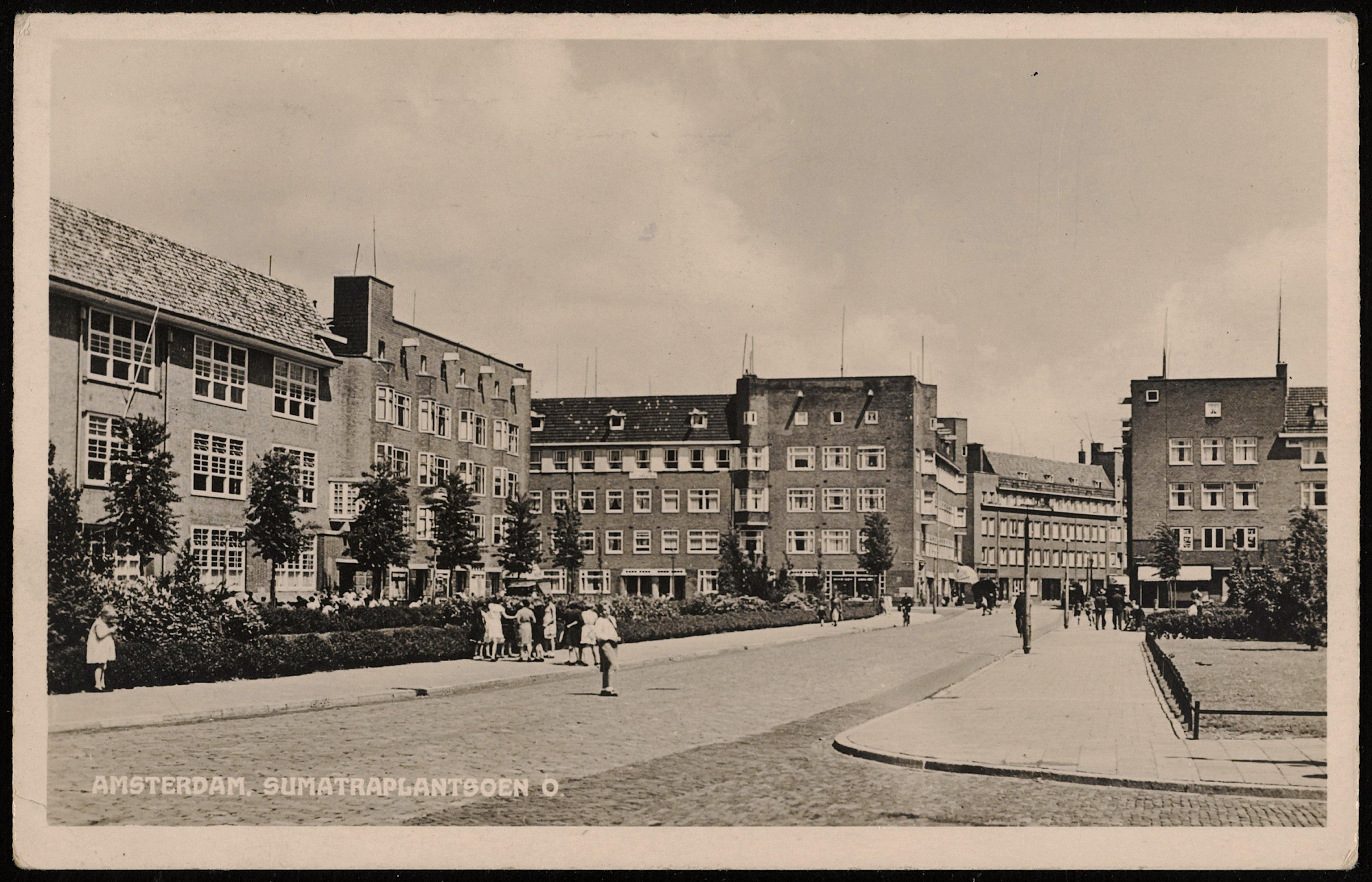
Het Sumatraplantsoen in 1930
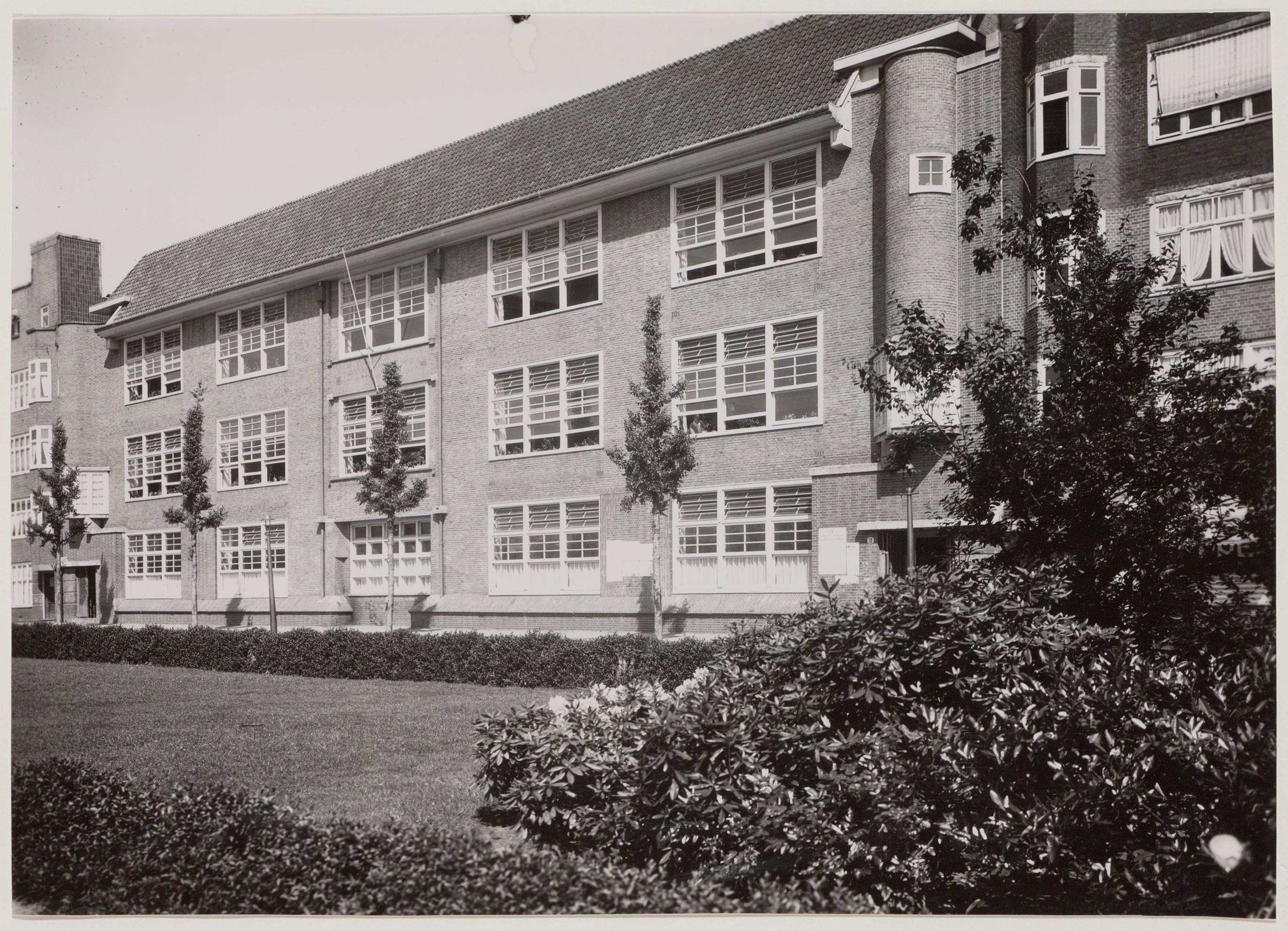
Schoolgebouw in 1940
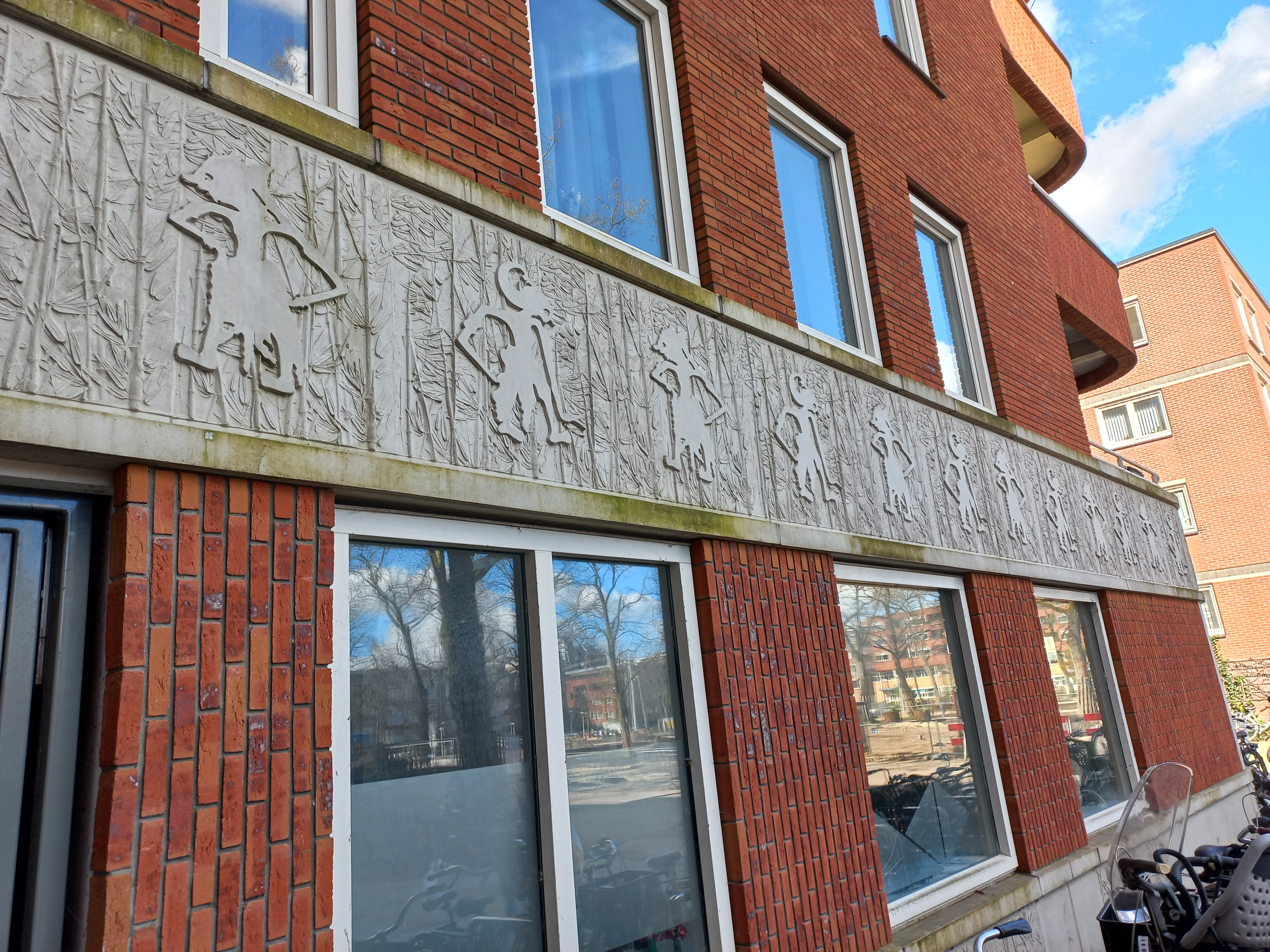
Reliëfs op 214-314 (april 2024)
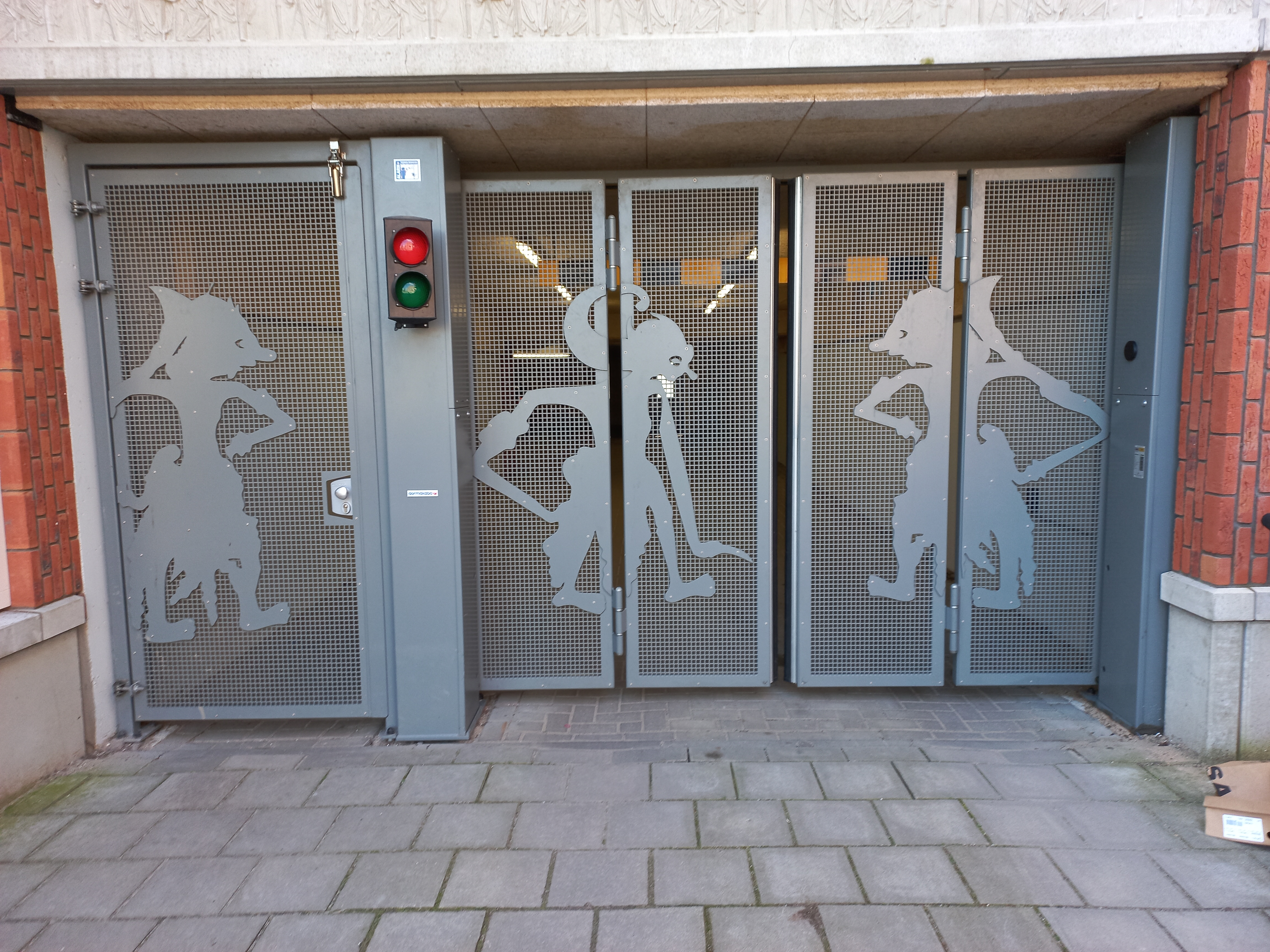
Toegang 214-314 (april 2024)
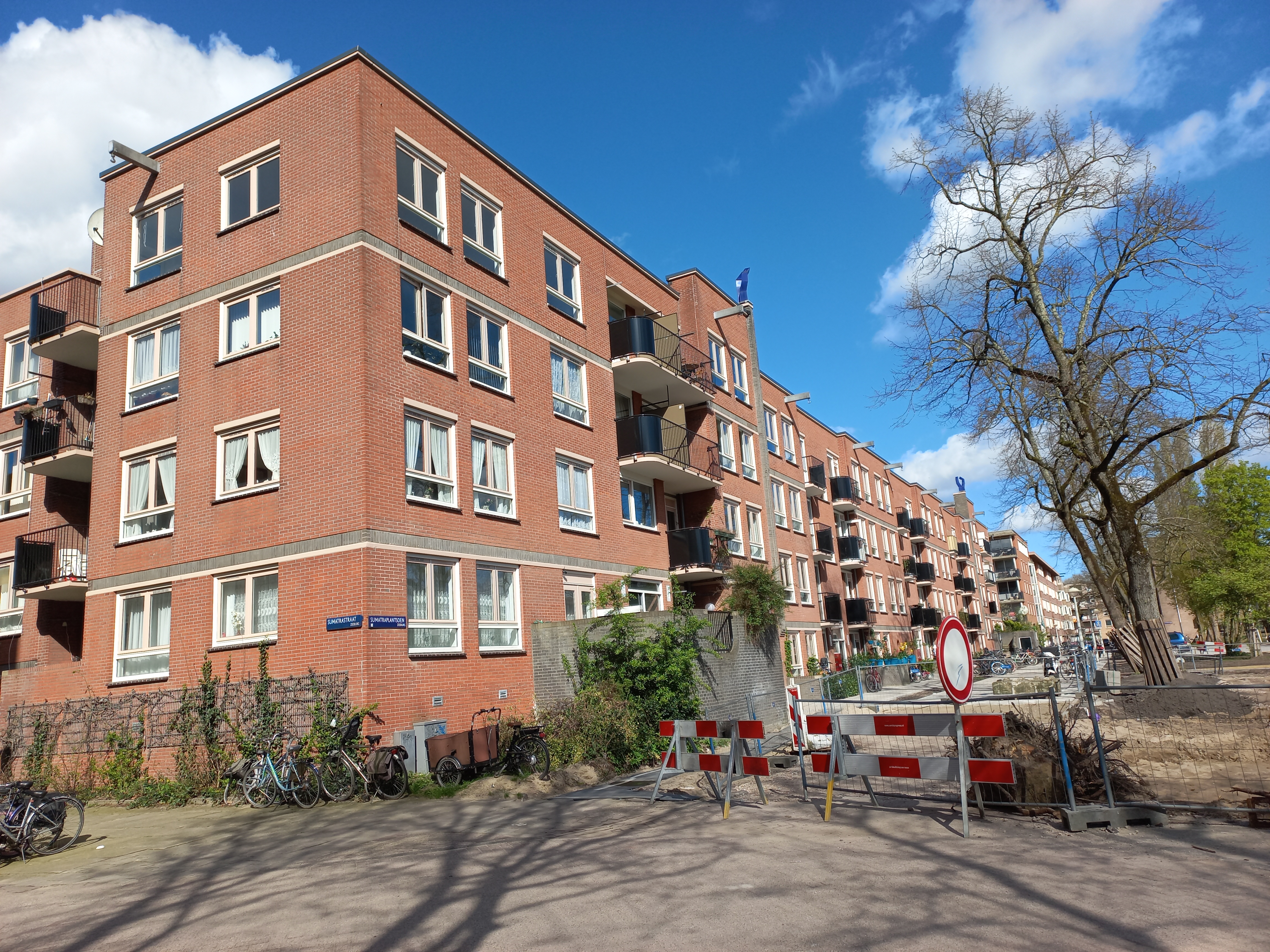
Bouwblok 22-38 met in het midden kunstwerk (april 2024)